# Rândunică cu bandă albă
Rândunica cu bandă albă (Atticora fasciata) este o specie de pasăre din familia Hirundinidae. Se găsește în Bolivia, Brazilia, Columbia, Ecuador, Guyana Franceză, Guyana, Peru, Surinam și Venezuela, în zonele joase tropicale. Nu sunt păsări migratoare. Habitatele sale naturale sunt râurile și zonele împădurite. Cuibărește în vizuini și nu folosește cavități artificiale.

## Taxonomie și etimologie
Numele genului Atticora provine din greaca veche  Atthi, „atenian” și kora „feioară”. Asemenea termeni erau aplicați deseori rândunelelor și apodidelor. Numele specific  fasciata este din latinescul  fascia, „bandă”. Această rândunică este monotipică.

## Descriere

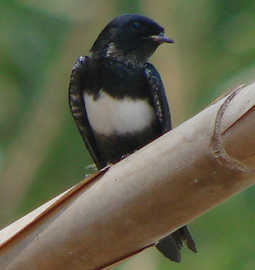
Rândunica cu bandă albă

Rândunica cu bendă albă este o rândunica de dimensiuni medii, măsoară, în medie, 15 cm și cântărește 12-16 g. De obicei, au o anvergură a aripilor de 9,2–10,8 cm.  Ele scad în dimensiune de la nord la sud, dar aceasta este o scădere treptată, ceea ce sugerează că nu există nici o variație geografică. Este neagră, cu excepția benzii de pe piept, a coapselor și a barelor de pe marginea aripilor, care sunt toate albe.  Penele lor au un luciu negru–albastru. Această rândunică are o coada adânc bifurcată. Sexele sunt similare, deși femelele cântăresc puțin mai mult în medie (12-14 g pentru masculi, 12,8-15,8 g pentru femele). Juvenilii sunt remarcați prin culorile mai șterse și mai maro, cu pene mai scurte și mai palide.
Nu trebuie confundată cu rândunica cu guler negru, care are părțile inferioare și gâtul albe.
Sunetul acestei rândunici este descris ca un ti-ti-tur. Aceste rândunele au, de asemenea, un strigăt z-z-z-z-ee-eep, care este de obicei dat în zbor.

## Galerie

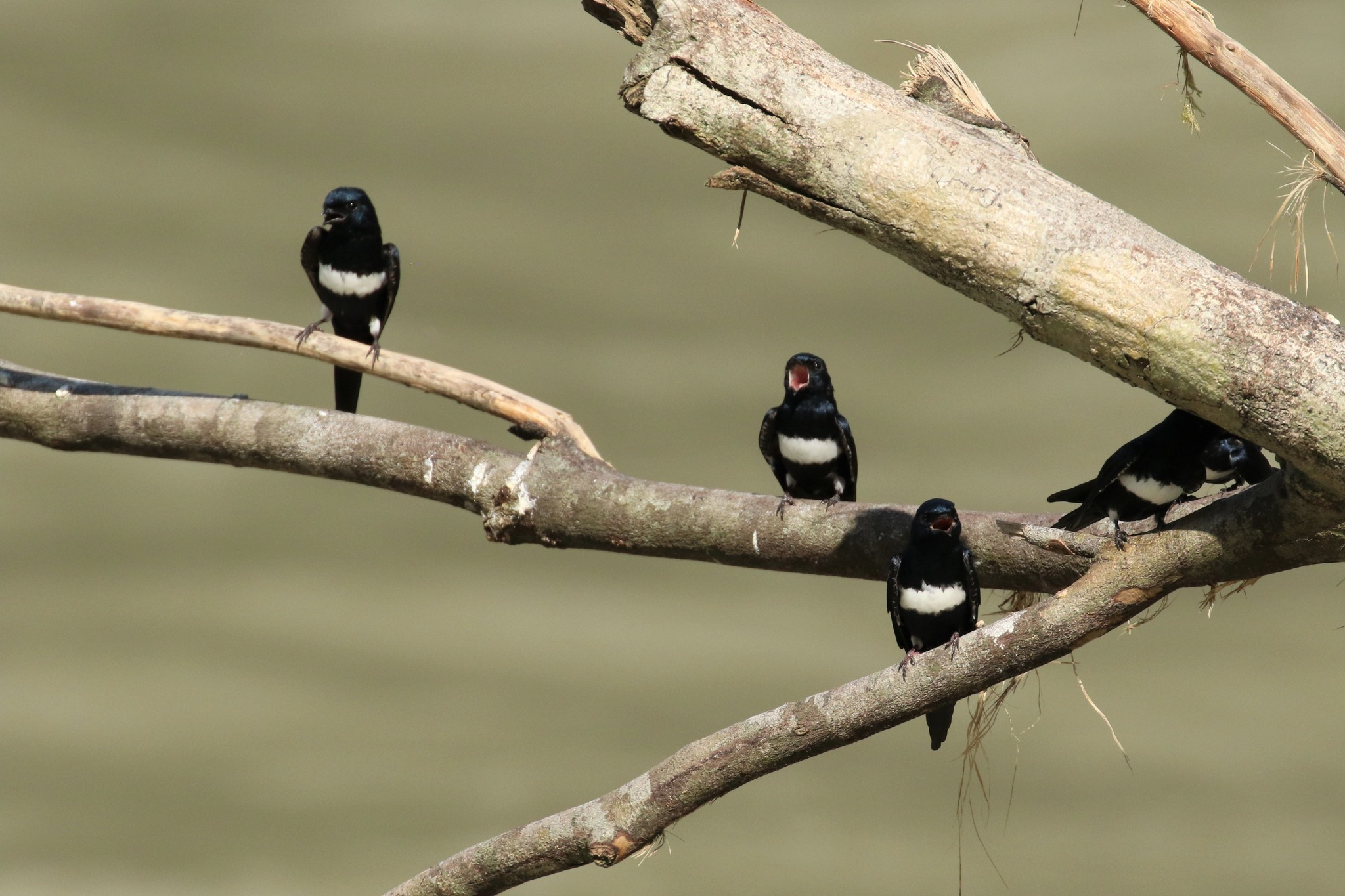
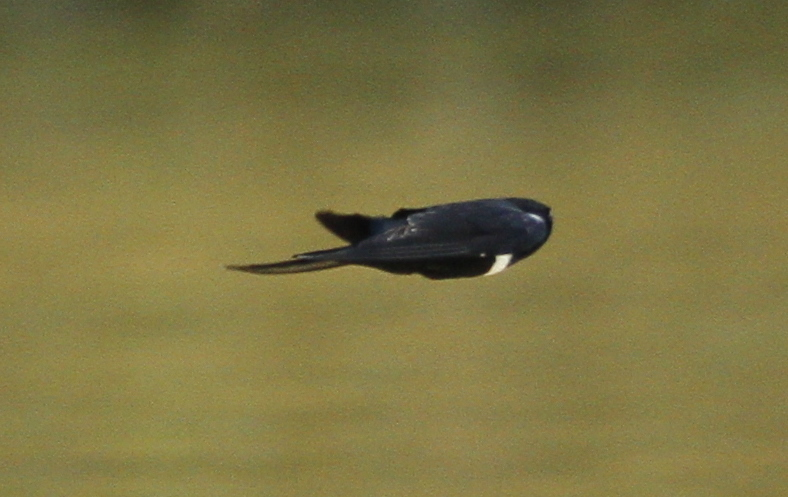
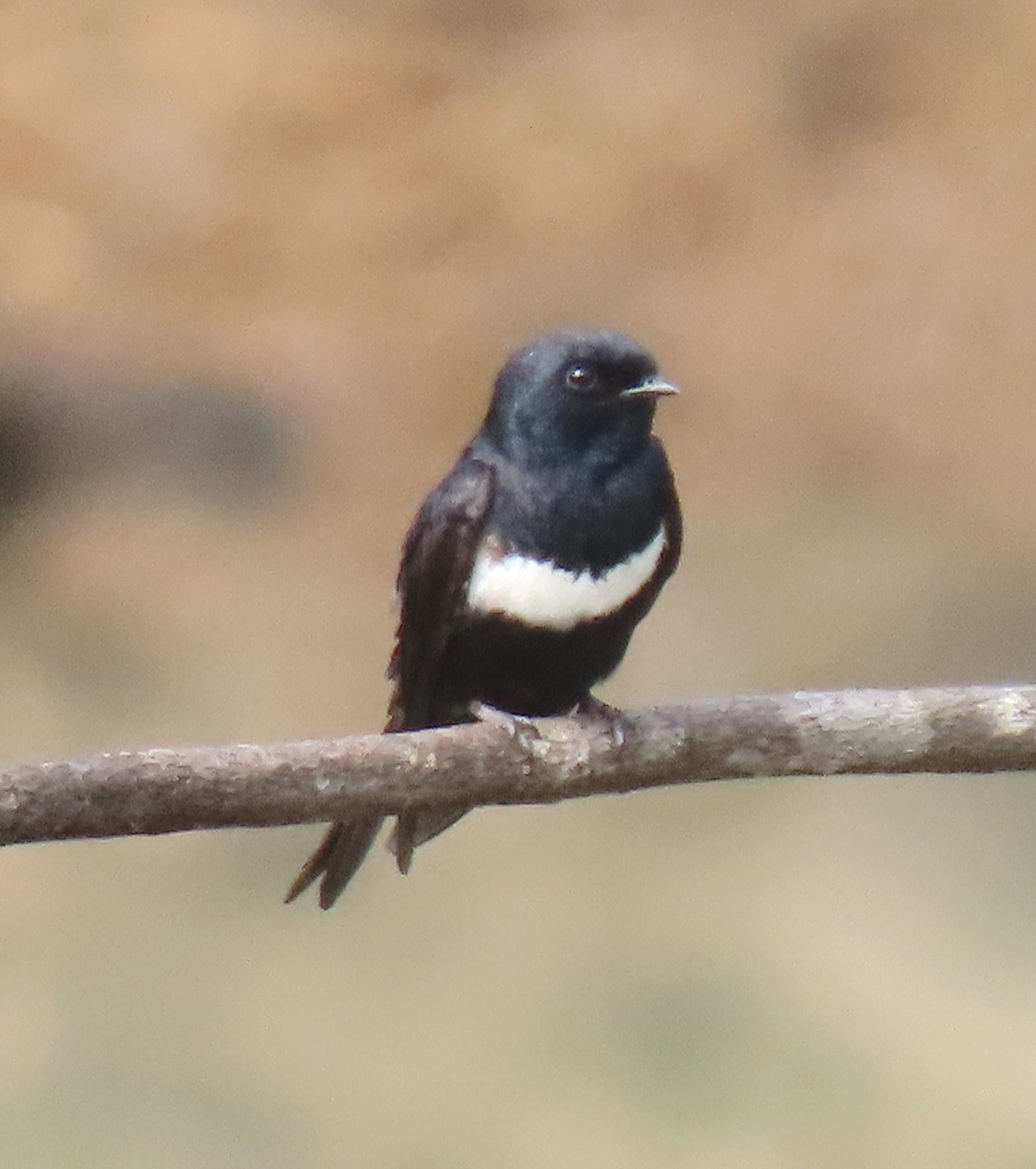